# 宁波出版社
宁波出版社，是一家中华人民共和国浙江省的出版社，总部位于浙江省宁波市县前街61号。
1993年6月3日，经新闻出版署批准，宁波出版社正式宣告成立。出版范围包括经济计划单列市所需要的经济、科技和对外宣传的图书；本地作家创作的文艺作品；教育类图书（不包括中、小学课本）。其由宁波市新闻出版局主办，主管单位为浙江省新闻出版局，后隶属于宁波日报报业集团。